# Joaquim Biancard Cruz
Joaquim Maria Reis Catarino Biancard Cruz (ur. 26 maja 1979 w Sobral de Monte Agraço) – portugalski polityk, działacz młodzieżowy, poseł do Parlamentu Europejskiego VII kadencji (2014).

## Życiorys
Z zawodu bankowiec. Zaangażował się w działalność Partii Socjaldemokratycznej, został wiceprzewodniczącym jej organizacji młodzieżowej JSD. Wybierany do władz miejskich rodzinnej miejscowości.
W wyborach w 2009 kandydował do Europarlamentu z 9. miejsca listy krajowej PSD, która uzyskała 8 miejsc poselskich. Mandat eurodeputowanego objął w 2014 tuż przed końcem kadencji, gdy złożyła go Graça Carvalho. Przystąpił do grupy Europejskiej Partii Ludowej.